# Jan Bárta
Jan Bárta (Kyjov, 7 dicembre 1984) è un ex ciclista su strada ceco. Attivo a livello Elite dal 2005 al 2023, si è distinto nelle prove a cronometro, vincendo sette titoli nazionali di specialità; tra i suoi successi anche un titolo nazionale in linea e, nel 2012, la classifica generale della Settimana Internazionale di Coppi e Bartali e il Giro di Colonia.

## Palmarès

### Strada
- 2003 (Dilettanti)

Campionati cechi, Prova in linea Under-23
- 2007 (Dilettanti)

1ª tappa Košice-Tatry-Košice (Košice > Starý Smokovec)
Classifica generale Košice-Tatry-Košice
- 2008 (ARBÖ-KTM-Junkers, due vittorie)

Grand Prix Steiermark
3ª tappa ARBÖ-Raiba ÖBV Radsporttage
- 2009 (ARBÖ-KTM-Junkers, una vittoria)

4ª tappa Österreich-Rundfahrt (Lienz > Wolfsberg)
- 2012 (Team NetApp, quattro vittorie)

5ª tappa Settimana Internazionale di Coppi e Bartali (Crevalcore, cronometro)
Classifica generale Settimana Internazionale di Coppi e Bartali
Giro di Colonia
Campionati cechi, Prova a cronometro
- 2013 (Team NetApp-Endura, quattro vittorie)

2ª tappa, 1ª semitappa Szlakiem Grodów Piastowskich (Polkowice, cronometro)
Classifica generale Szlakiem Grodów Piastowskich
Campionati cechi, Prova a cronometro
Campionati cechi, Prova in linea
- 2014 (Team NetApp-Endura, una vittoria)

Campionati cechi, Prova a cronometro
- 2015 (Team Bora-Argon 18, una vittoria)

Campionati cechi, Prova a cronometro
- 2017 (Bora-Hansgrohe, una vittoria)

Campionati cechi, Prova a cronometro
- 2019 (Elkov-Author, tre vittorie)

Classifica generale Tour du Loir-et-Cher
Prologo Tour de Hongrie (Siófok, cronometro)
Campionati cechi, Prova a cronometro
- 2021 (Elkov-Kasper, due vittorie)

4ª tappa Course Cycliste Solidarnosc et des Champions Olympiques (Tomaszów Mazowiecki > Kielce)
Classifica generale Course Cycliste Solidarnosc et des Champions Olympiques
- 2022 (Elkov-Kasper, una vittoria)

Campionati cechi, Prova a cronometro

#### Altri successi
- 2012 (Team NetApp)

2ª tappa, 2ª semitappa Settimana Internazionale di Coppi e Bartali (Gatteo, cronosquadre)
- 2013 (Team NetApp-Endura)

Classifica a punti Szlakiem Grodów Piastowskich

## Piazzamenti

### Grandi Giri
- Giro d'Italia

2012: 65º
2017: 127º
- Tour de France

2014: 71º
2015: 25º
2016: 88º
- Vuelta a España

2013: 96º

### Classiche monumento
- Milano-Sanremo

2014: 91º
2015: 121º
2016: 70º
- Giro delle Fiandre

2014: 31º
2016: 85º
- Parigi-Roubaix

2011: 73º
2013: 95º
2014: 131º
2016: 88º
- Giro di Lombardia

2015: ritirato
2017: 81º

### Competizioni mondiali
- Campionati del mondo

Verona 2004 - In linea Under-23: 72º
Salisburgo 2006 - In linea Under-23: 35º
Mendrisio 2009 - In linea Elite: 106º
Copenaghen 2011 - In linea Elite: ritirato
Limburgo 2012 - Cronometro Elite: 7º
Limburgo 2012 - In linea Elite: 59º
Toscana 2013 - Cronometro Elite: 11º
Toscana 2013 - In linea Elite: 54º
Ponferrada 2014 - Cronometro Elite: 9º
Ponferrada 2014 - In linea Elite: 91º
Richmond 2015 - Cronometro Elite: 11º
Richmond 2015 - In linea Elite: 97º
Bergen 2017 - Cronosquadre: 10º
Bergen 2017 - Cronometro Elite: 24º
Bergen 2017 - In linea Elite: 79º
Innsbruck 2018 - Cronosquadre: 12º
Innsbruck 2018 - Cronometro Elite: 14º
Yorkshire 2019 - Cronometro Elite: 33º
Yorkshire 2019 - In linea Elite: ritirato
- Giochi olimpici

Londra 2012 - In linea: 75º
Rio de Janeiro 2016 - In linea: ritirato
Rio de Janeiro 2016 - Cronometro: 15º

### Competizioni europee
- Campionati europei

Valkenburg 2006 - In linea Under-23: 66º
Plumelec 2016 - In linea Elite: 47º
Herning 2017 - Cronometro Elite: 10º
Herning 2017 - In linea Elite: 39º
Glasgow 2018 - Cronometro Elite: 13º
Glasgow 2018 - In linea Elite: ritirato
Alkmaar 2019 - Staffetta mista: 7º
Alkmaar 2019 - Cronometro Elite: 15º
Alkmaar 2019 - In linea Elite: 41º
Plouay 2020 - Cronometro Elite: 9º
Plouay 2020 - In linea Elite: 93º
Trento 2021 - Cronometro Elite: 17º
Trento 2021 - In linea Elite: ritirato
Monaco di Baviera 2022 - Cronometro Elite: 46º
Monaco di Baviera 2022 - In linea Elite: 18º
- Giochi europei

Minsk 2019 - In linea: 9°
Minsk 2019 - Cronometro: 3°